# آلت (کمون)
آلت (به فرانسوی: Alette) یک کمون در فرانسه است که در پا-دو-کاله واقع شده‌است. آلت ۱۳٫۸۷ کیلومتر مربع مساحت دارد ۳۲ متر بالاتر از سطح دریا واقع شده‌است.